# Ghemme (Wein)
Ghemme ist ein trockener Rotwein aus der norditalienischen Region Piemont, der 1969 den DOCG-Status erhalten hat. Namensgebend ist die Gemeinde Ghemme in der Provinz Novara.

## Lage

Die Region Piemont und ihre Provinzen

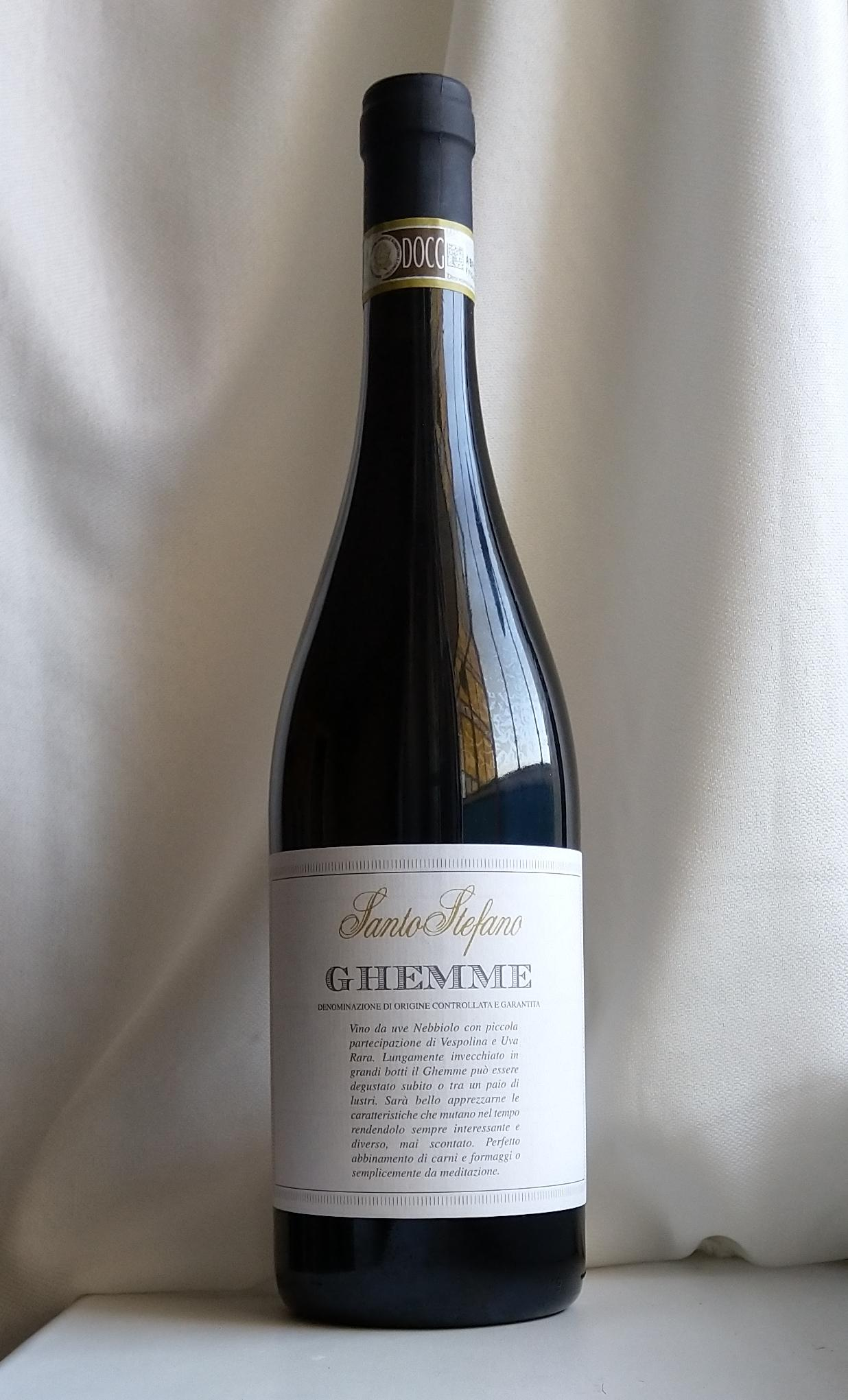
Ghemme

Das Produktionsgebiet gehört zu einem historisch bedeutenden Weingebiet, das sich an den letzten Ausläufern der Alpen zu beiden Seiten des Flusses Sesia in den Provinzen Vercelli und Novara befindet. Hier befinden sich zehn DOP Weinzonen, vertreten durch das Schutzkonsortium „Consorzio Tutela Nebbioli – Alto Piemonte“: Gattinara DOCG, Ghemme, Boca DOC, Bramaterra DOC, Colline Novaresi DOC, Coste della Sesia, Fara DOC, Lessona DOC, Sizzano DOC, Valli Ossolane DOC. Die prägende Rebsorte für die Weine dieser Gebiete ist der Nebbiolo.
Die DOCG Ghemme gehört zu den kleinsten Denominationen Italiens und befindet sich auf dem Gebiet der Kommunen Ghemme und Romagnano Sesia. Die Homepage der Kommune Ghemme benennt neun produzierende Betriebe für den Ghemme DOCG.

## Eigenschaften
Der Wein wird zum größten Teil (85–100 %) aus der Rebsorte Nebbiolo (regional auch „Spanna“ genannt) mit den möglichen Verschnittpartnern Vespolina und/oder Uva Rara gekeltert. Die vorgeschriebene Reifungsdauer für den Ghemme DOCG beträgt 34 Monate (davon 18 im Holzfass), mit dem Zusatz „Riserva“ 46 Monate (von diesen 24 im Holzfass).

## Beschreibung
Laut Denomination (Auszug):
- Farbe: rubinrot, gelegentlich mit granatroten Reflexen
- Geruch: charakteristischer Duft, angenehm, fein und ätherisch
- Geschmack: trocken, angenehm tanninhaltig, und lang anhaltendem Nachgeschmack
- Alkoholgehalt: mindestens 12 Volumenprozent, für „Riserva“ mindestens 12,5 Volumenprozent
- Gesamtsäure: mindestens 4,5 g/l
- Trockenextraktgehalt: mindestens 23 g/l, für „Riserva“ mindestens 24 g/l